# Blaž
Blaž (rusky Блажь, česky Rozmar (také známý jako Я тебя люблю, česky Miluji tě) je první album ruského písničkáře Nikolaje Noskova. Album bylo vydáno 1998.

## O albu
Píseň Jsem staromódní (Я немодный) dostala první zlatý gramofon. Texty V Rusku (На Руси) byly napsány zpěvákem Sergejem Trofimovem, je ruskojazyčnou verzí písně Matka Rus (Mother Russia). Píseň Měsíční tanec (Лунный танец) je na téma otroctví.

## Seznam skladeb
1. Я тебя люблю (Nemiluji tě)
2. Я не модный (Jsem staromódní)
3. Дай мне шанс (Dej mi šanci)
4. Мой друг (Můj příteli)
5. Сердца крик (Křik srdce)
6. На Руси (V Rusku)
7. Блажь (Rozmar)
8. Солнце (Slunce)
9. Лунный танец (Měsíční tanec)
10. Ты не сахар (Nejsi sladký)

## Obsazení
- Aleksej Bogoljubov – baskytara
- Andrej Šatunovskij, Jurij "Hen" – bicí
- Dmitrij Četvergov, Lev Trejvicer – klavír